# Conta fino a 3 e prega!
Conta fino a 3 e prega! (Count Three and Pray) è un film del 1955 diretto da George Sherman. È un film western statunitense con Van Heflin, Joanne Woodward (al suo esordio al cinema) e Philip Carey.

## Trama
Terminata la Guerra Civile, giocatore d'azzardo e incallito donnaiolo, torna al suo paese deciso a cambiar vita. Diventa pastore di anime, predica la redenzione e malgrado mille ostacoli costruisce anche una chiesa. Poi, convola a nozze con una ragazza (trovatella) che ha trovato ad abitare nella casa del vecchio predicatore.

## Produzione
Il film, diretto da George Sherman su una sceneggiatura e un soggetto di Herb Meadow (autore della storia  The Calico Pony), fu prodotto da Ted Richmond e Tyrone Power (quest'ultimo non accreditato) tramite la Copa Productions (società di Power e Richmond) e girato nel North Ranch ad Agoura Hills, California, da fine gennaio a metà febbraio 1955. Il titolo di lavorazione del film era  The Calico Pony.

## Colonna sonora
- Little Brown Jug - scritta da Joseph Winner
- Rock of Ages - musica di Thomas Hastings e parole di Augustus Montague Toplady, eseguita da Matty Miller
- Holy Holy Holy - musica di Reginald Heber e parole di John B. Dykes

## Distribuzione
Il film fu distribuito negli Stati Uniti dalla Columbia Pictures nell'ottobre 1955.
Altre distribuzioni:
- in Finlandia il 30 marzo 1956 (Askel kuolemaan)
- in Portogallo il 9 aprile 1956 (A Chama do Pecado)
- in Spagna (Cuenta hasta tres y reza)
- in Grecia (I exileosis enos prodotou)
- in Brasile (O Vale da Redenção)

## Critica
Secondo il Morandini è "un film piacevole e scorrevole" che soffre però di una certa retorica nel tentativo di presentare "un'America ottocentesca e rurale".